# مورتی
مورتی (در زبان سانسکریت: मूर्ति، آوانگاری: mūrti، ت.ت. 'فرم، تجسم یا جسم جامد') در سنت هندو یک تمثال عبادی مانند مجسمه یا نماد، یک خدا یا قدیس است که در حین پوجا یا در سایر رسوم برگزار شده در معابد و زیارتگاه‌های هندو، برای ابراز ارادت و احترام استفاده می‌شود. مورتی شمایلی از الوهیت را به منظور انجام فعالیت‌های عبادی نشان می‌دهد؛ بنابراین، همه نمادهای خدایان و قدیسان مورتی نیستند. به عنوان مثال، تصاویر صرفاً تزئینی از شخصیت‌های الهی که اغلب در معماری معابد هندو، در چارچوب درهای حکاکی شده، روی دیوارهای رنگارنگ و گنبدهای تزئین شده روی پشت بام تزئین می‌کنند، مورتی نیست، بلکه صرفاً یک شکل معرف، تجسم نمادین یا تجلی نمادین خداست.
مورتی‌ها همچنین در برخی از سنت‌های غیر خداباور مانند جین یافت می‌شوند، جایی که آنها به عنوان نمادی از فانیان محترم در معابد جین هستند و در آیین‌های مورتیپوجاکا پرستش می‌شوند.
مورتی معمولاً با کنده کاری روی سنگ، چوب کاری، ریخته‌گری فلز یا از طریق سفال ساخته می‌شود. متون دوران باستان که تناسبات، موقعیت‌ها و ژست‌های مناسب آنها را توصیف می‌کنند شامل پوراناها، آگاماها و سامهیتاس‌ها هستند. در سنت‌های هندو، عبارات توصیفی در مورتی متفاوت است؛ از اوگرا (به معنی عصبانی) نمادی برای بیان ویرانی، ترس و خشونت (دورگا، کالی) تا ساومیا (به معنی آرام) نمادی برای بیان شادی، دانش و هماهنگی (ساراسواتی، لاکشمی و گانپاتی) متفاوت است. تصاویر ساومیا در معابد هندو رایج‌تر است. سایر اشکال مورتی که در هندوئیسم یافت می‌شوند عبارتند از لینگام.
مورتی برای برخی از هندوها تجسم الهی، واقعیت نهایی یا برهمن است. در دایره مذهب، آنها در معابد یا خانه‌های هندوها یافت می‌شوند، جایی که ممکن است به عنوان یک مهمان محبوب با آنها رفتار شود و به عنوان یک شرکت کننده در پوجا خدمت کنند. در موارد دیگر، آنها به عنوان مرکز توجه در دسته‌های زائران در جشن‌های سالانه حضور دارند. به اینها اوتساوا مورتی می‌گویند. اولین ذکر از مورتی‌ها توسط پانینی در قرن چهارم قبل از میلاد ذکر شده‌است.
مورتی همچنین ممکن است به عنوان ویگراها، پراتیما یا به سادگی خدا شناخته شود.
هندوها برای گرفتن دارشان به مندیرها می‌روند و هدایایی می‌آورند تا در محراب، در حضور خدا برکت داده شوند و مراسم پوجا و آرتی انجام دهند.

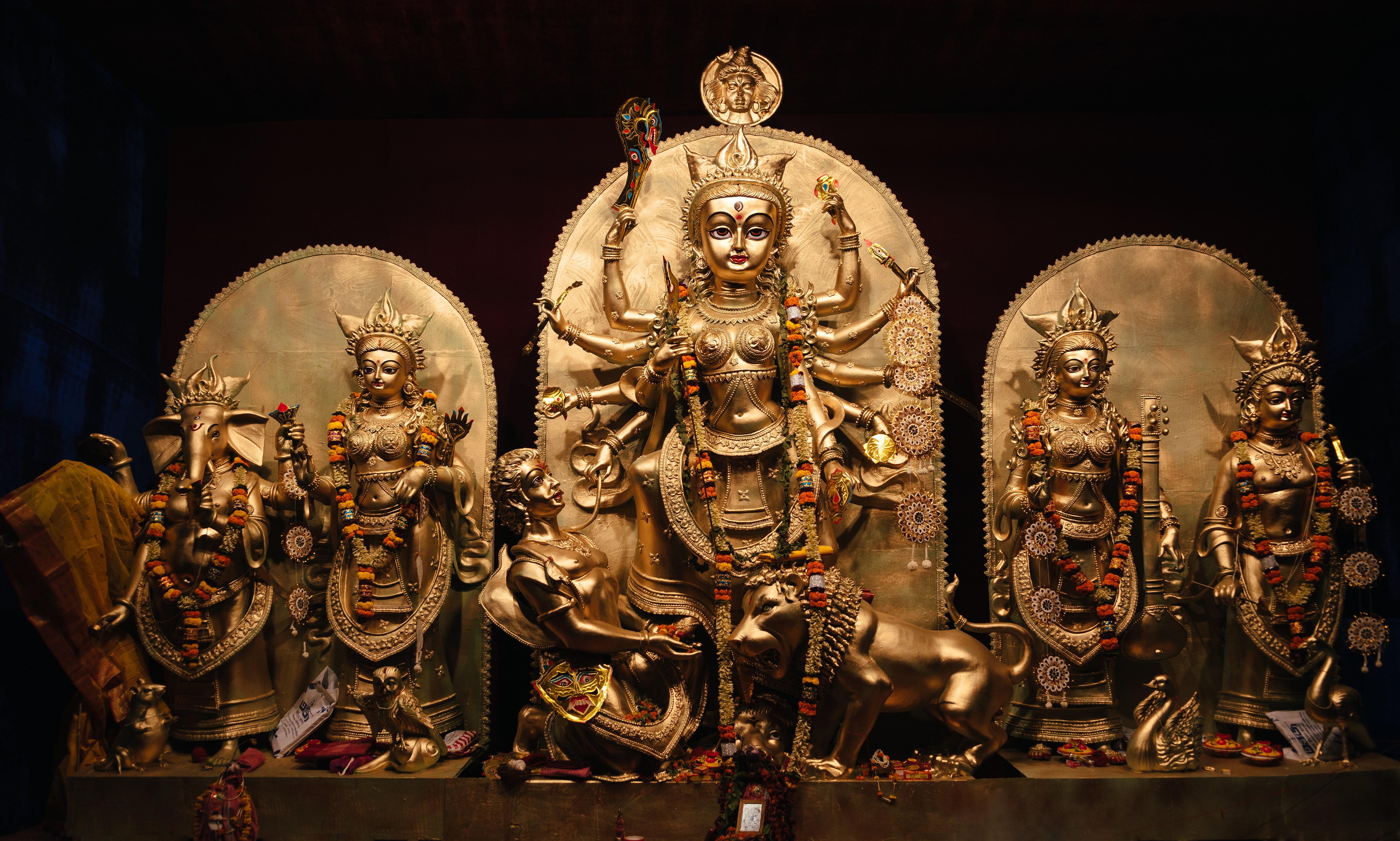
الهه دورگا و پانتئونی از خدایان و الهه‌های دیگر (گانش، لاکشمی، ساراسواتی، کارتیک) که در دورگا پوجا، کلکته شمالی پرستش می‌شود.

در دوره معاصر مورتی هر تصویر یا مجسمه ای است که ممکن است در داخل یا خارج از معبد یا خانه هندوها یافت شود، در یک محل نصب شده باشد یا برای یک راهپیمایی در جشن‌ها جابجا شود. این بخش مهمی از شمایل نگاری هندو است و به طرق مختلف اجرا می‌شود. دو دسته عمده عبارتند از:
- رائودرا یا اوگرا (Raudra یا Ugra) - تصاویری هستند که برای ترساندن، ایجاد ترس طراحی شده‌اند. اینها معمولاً چشم‌های گشاد و دایره‌ای دارند، سلاح حمل می‌کنند، جمجمه و استخوان به عنوان زینت دارند. این بت‌ها قبل از رفتن به جنگ توسط سربازان یا مردم در مواقع پریشانی یا خطا پرستیده می‌شدند. معابد خدای رائودرا در داخل روستاها یا شهرها برپا نمی‌شدند، بلکه همیشه در خارج و در مناطق دورافتاده ایجاد می‌شدند.[۱۴]
- شانتا و ساومیا (Shanta و Saumya) - تصاویری آرام، صلح آمیز و بیانگر عشق، شفقت، مهربانی و دیگر فضایل در پانتئون هندو بودند. این تصاویر نمادهای صلح، دانش، موسیقی، ثروت، گل‌ها، احساسات و چیزهای دیگر را به همراه دارند. در هند باستان، این معابد در داخل روستاها و شهرها غالب بودند.[۱۴]

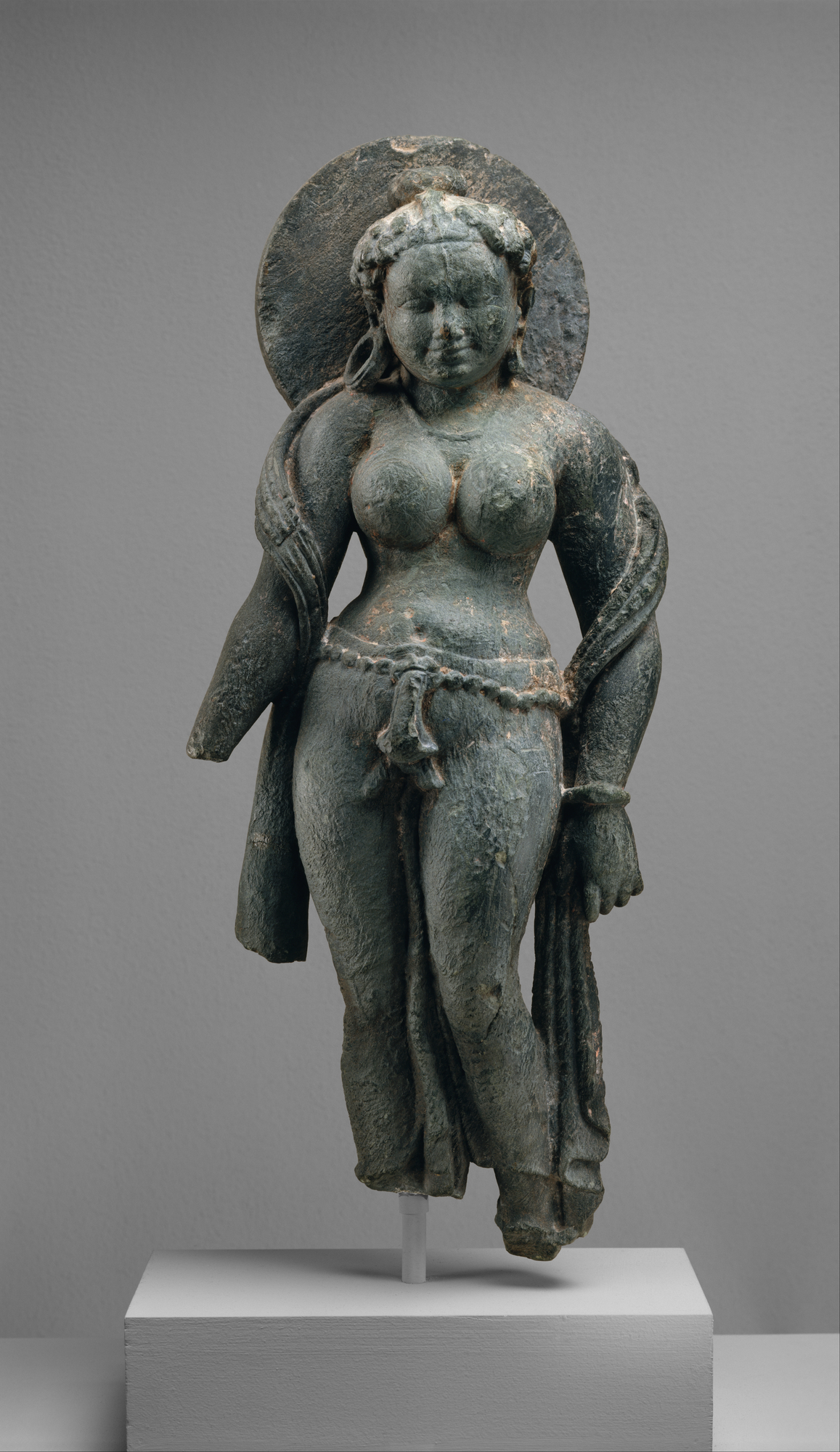
مورتی از الهه مادر ماتریکا، از راجستان قرن ششم پس از میلاد

## پرستش مورتی
پرستش مورتی شامل حالت ها و آیین های مختلفی است. قبل از پرستش مورتی، مراسمی به نام پرانا پراتیشتا برگزار می‌شود. این آیین برای فراخوانی حضور خدا یا الهه به شکل فیزیکی مورتی انجام می شود. 
در معابد، این مراسم در هر رویداد، یک بار برای یک مورتی خاص برگزار می شود. 
در آیین‌های خانگی، هر بار که پوجا برگزار می‌شود، از خدا دعوت می‌شود تا از طریق آواهانا در مورتی  مقیم گردد و سپس در پایان پوجا، از آن خارج شود. 
آراستن مورتی رسمی است که به مریدان امکان می دهد عشق خود را به خدایشان ابراز کنند و به صورت بصری و تجربی با طبیعت آن خدا یا الهه ارتباط برقرار کنند. 
در عبادت جمعی در معابد، لحظه مهم زمانی است که مورتی آراسته شده آشکار می شود و عبادت کنندگان با مشاهده مورتی آراسته، دارشانا می گیرند.